# Piedra de la Mina
La Piedra de la Mina (en portugués: Pedra da Mina) es una montaña situada en la sierra de la Mantiqueira (22°25′00″S 44°51′00″O / -22.41667, -44.85000) con 2.798,06 metros de altitud, lo que la convierte en la séptima cumbre más alta de Brasil (la quinta con denominación) y la primera del Estado de São Paulo.
En la cumbre de la montaña convergen los límites de los municipios de Queluz y Lavrinhas (São Paulo) y Passa Quatro (Minas Gerais), en la zona de Mantiqueira conocida como "Serra Fina", y antes del año 2000, cuando fue realizada su medición por el geógrafo (entonces estudiante) de la Universidad de São Paulo, Lorenzo Giuliano Bagini, no se sabía que era la montanha más alta de la sierra, considerándose hasta entonces como tal el Pico das Agulhas Negras. Actualmente el Instituto Brasileño de Geografía y Estadística le reconoce ser la cuarta cumbre del país, aunque el Proyecto Puntos Culminantes lo ha fijado en la séptima posición.